# Amblypodia pallida
Amblypodia pallida är en fjärilsart som beskrevs av Evans 1932. Amblypodia pallida ingår i släktet Amblypodia och familjen juvelvingar. Inga underarter finns listade i Catalogue of Life.